# Aleš Dryml (ur. 1953)
Aleš Dryml (ur. 10 czerwca 1953 w Kolínie) – czeski żużlowiec, występujący również na długim torze i na lodzie.

## Życiorys

### Kariera sportowa
Pięciokrotny medalista indywidualnych mistrzostw Czechosłowacji: dwukrotnie złoty (1982, 1984), dwukrotnie srebrny (1981, 1985) oraz brązowy (1983). Wielokrotny uczestnik eliminacji indywidualnych mistrzostw świata, w tym dwukrotny uczestnik finałów światowych (Göteborg 1980 – XII miejsce, Londyn 1981 – XIV miejsce). Wielokrotny reprezentant Czechosłowacji w eliminacjach mistrzostw świata par (w tym trzykrotny finalista: Chorzów 1981 – IV miejsce, Liverpool 1982 – VII miejsce, Lonigo 1984 – VI miejsce) oraz drużynowych mistrzostw świata (w tym sześciokrotny finalista: Wrocław 1977 – brązowy medal, Landshut 1978 – IV miejsce, Londyn 1979 – brązowy medal, Wrocław 1980 – IV miejsce, Londyn 1982 – IV miejsce, Vojens 1983 – IV miejsce).
Wielokrotny finalista indywidualnych mistrzostw świata na długim torze, w tym dwukrotny srebrny medalista (Mariańskie Łaźnie 1989, Mariańskie Łaźnie 1991). Indywidualny mistrz Czechosłowacji (1982) oraz trzykrotny mistrz Czech (1993, 1994, 1995) na długim torze.
Startował w lidze brytyjskiej, w barwach klubów Exeter Falcons (1978–1979), Sheffield Tigers (1980) oraz Birmingham Brummies (1982).

### Życie prywatne
Ojciec Aleša Drymla i Lukáša Drymla, również żużlowców.